# Mezgovci
Mezgovci – wieś w Słowenii, w gminie Sveti Tomaž. 1 stycznia 2018 liczyła 46 mieszkańców.